# Nicole Girard-Mangin

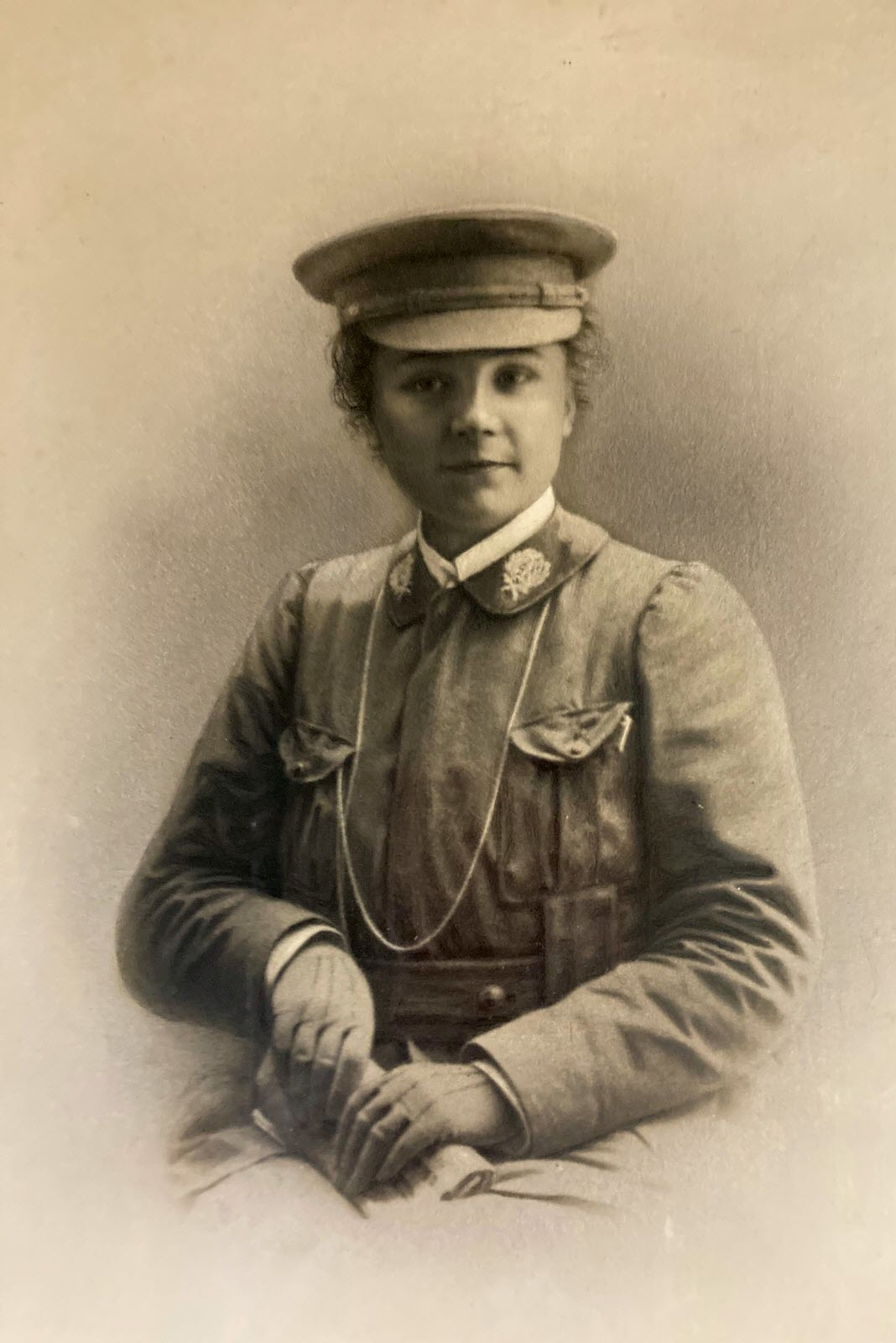
Nicole Girard-Mangin

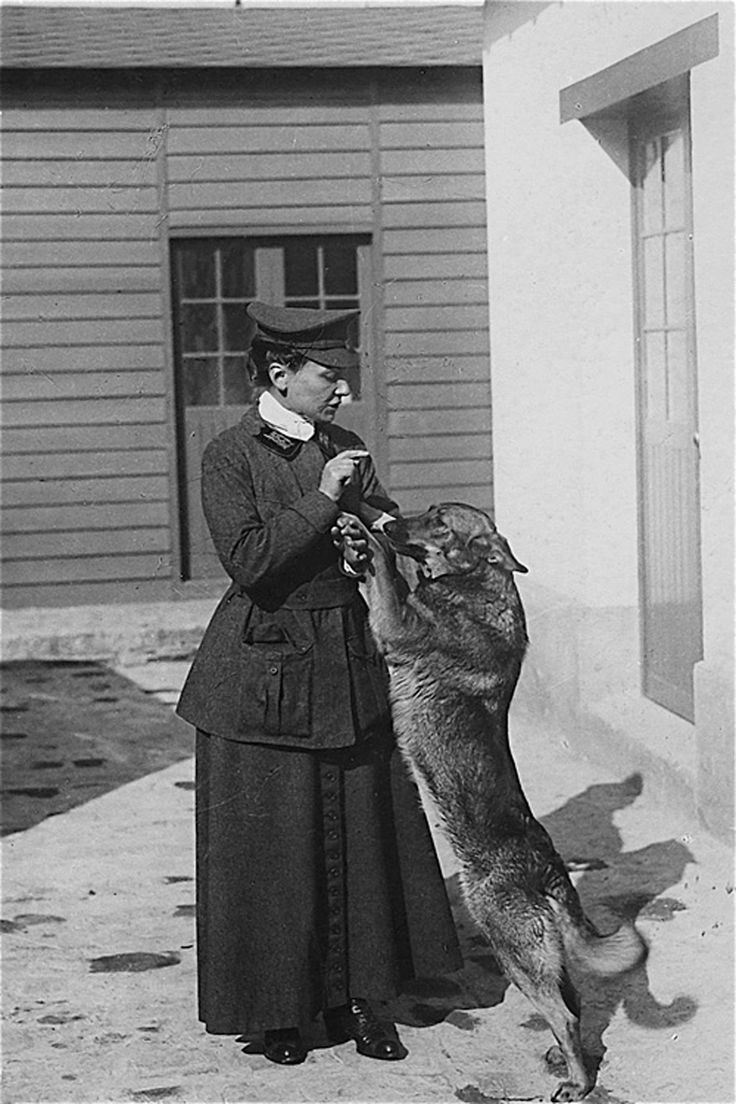
Girard-Mangin und ihre Hündin Dun

Charlotte Florence Nicolette „Nicole“ Girard-Mangin (* 11. Oktober 1878 in Paris; † 6. Juni 1919 ebenda) war eine französische Ärztin. Sie war die erste Frau, die während des Ersten Weltkriegs an der Westfront als Medizinerin praktizierte.

## Leben
Nicole Mangin wurde als Tochter einer Kaufmannsfamilie geboren und wuchs im lothringischen Véry auf. Im Alter von 18 Jahren nahm sie ihr Medizinstudium in Paris auf. 1899 heiratete sie den vermögenden Weinhändler André Girard und gehörte fortan zur „guten Gesellschaft“ in Paris; das Paar bekam einen Sohn. Nicole Girard-Mangin beschloss jedoch, in ihren Beruf zurückzukehren. 1903 wurde sie geschieden, der Sohn blieb beim Vater.
1906 legte Girard-Mangin ihre Dissertation Les poisons cancéreux (Die Krebsgifte) vor, und 1910, auf einem internationalen Kongress in Wien, repräsentierte sie Frankreich an der Seite des angesehenen Arztes Albert Robin. Sie verstärkte ihre Forschungen über Tuberkulose und über Krebs und gab etliche Publikationen heraus. 1914 eröffnete sie ihre Praxis zur Behandlung von Tuberkulose im Hôpital Beaujon in Clichy.
Als der Erste Weltkrieg ausbrach, meldete sich Nicole Girard-Mangin freiwillig zum Dienst in der französischen Armee. Es ist unklar, ob ihre Dienstverpflichtung ein Irrtum war oder ob sie absichtlich ihr Geschlecht verschleierte. Laut einer Version habe sie sich als Docteur Girard-Mangin gemeldet, eine andere Version lautet, ihr doppelter Nachname Girard-Mangin sei versehentlich als Gerard Mangin gelesen worden. Als sie sich ihrem Vorgesetzten vorstellte, soll dieser ausgerufen haben: „Nom d’un chien ! J’avais demandé le renfort d’un médecin auxiliaire, pas d’une midinette.“ („Verdammt! Ich habe um Verstärkung durch einen Assistenzarzt gebeten und nicht um ein kleines Mädchen.“) Da es keine französischen Uniformen für weibliche Militärärzte gab, kreierte sie eine eigene, die an die der englischen Militärärztinnen angelehnt war. Ihr ständiger Begleiter war die Schäferhündin Dun, Kurzform von Verdun, die ihr von Soldaten geschenkt wurde.
Girard-Mangin wurde zunächst zur Behandlung von Typhus-Kranken in der schwer umkämpften Region von Verdun eingesetzt. Der Zutritt zum Krankensaal mit erwachsenen Männern wurde ihr zu Beginn ihrer Tätigkeit untersagt, aber sie setzte sich in diesem Falle ebenso durch wie bei ihrem Arbeitsantritt. Ihre Kompetenz war unbestritten, und sie wurde schließlich unentbehrlich. Als die Schlacht fortschritt, musste sie täglich mehrere hundert Eingriffe durchführen. Als es im Januar 1916 zu schweren Bombardements des Lazaretts kam und die Evakuierung angeordnet wurde, führte sie selbst einen Konvoi mit neun eigentlich nicht transportfähigen Patienten an, die hätten zurückgelassen werden müssen, und wurde dabei im Gesicht verletzt. Im Dezember 1916 wurde sie trotz Widerstandes innerhalb des Militärs zum „Médecin-major“ befördert. Anschließend wurde sie nach Paris versetzt, um dort das Hôpital Edith-Cavell zu leiten.
Nach dem Krieg engagierte sich Nicole Girard-Mangin im französischen Roten Kreuz, trat der Union des femmes françaises bei, gehörte zu den Mitbegründern der Ligue contre le cancer und veranstaltete Konferenzen zur Rolle der Frau im Krieg. Dafür reiste sie nach Japan, China und Neuseeland.
Nicole Girard-Mangin wurde am 6. Juni 1919 in ihrer Pariser Wohnung tot aufgefunden, nachdem sie eine Überdosis Medikamente zu sich genommen hatte. An ihrer Seite lag ihr Hund Dun, den sie eingeschläfert hatte. Als Grund für ihren Selbstmord wurden Arbeitsüberlastung oder eine Depression vermutet. Ihr Biograf Jean-Jacques Schneider nahm an, dass sie selbst an Krebs erkrankt war. Da sie zahlreiche Krebspatienten behandelt habe, wäre ihr bewusst gewesen, welche Leiden auf sie zukommen würden.
Girard-Mangin war Atheistin. Ihr Körper wurde eingeäschert, und es gab eine Trauerfeier auf dem Friedhof Père-Lachaise. Anschließend wurde die Urne in das Familiengrab in Saint-Maur-des-Fossés überführt.
In Anerkennung ihrer Verdienste hatten die Soldaten an der Front Nicole Girard-Mangin eine gravierte Kupferschale geschenkt. Doch weder zu Lebzeiten noch posthum erhielt sie jemals eine offizielle Ehrung oder Auszeichnung. Im März 2015 gab die französische Post eine Briefmarke zu ihren Ehren heraus. Die französische Zeitschrift Paris Match würdigte sie 2014 als „Féministe d’un courage indomptable“ („Feministin von unbezähmbaren Mut“).

## Publikationen
- Les Poisons cancéreux. 1909.
- Toxicité des épanchements pleurétiques. Alcan. 1910.
- Essai sur l’hygiène et la prophylaxie antituberculeuses au début du XX. siècle. Masson. 1913. Neuauflage: Hachette Livre BNF. 2013. ISBN 978-2012884724
- Guide antituberculeux du Dr. Girard-Mangin, 3. Auflage. 1914.